# Oelknitz
Oelknitz ist ein Ortsteil der Gemeinde Rothenstein im Saale-Holzland-Kreis in Thüringen.

## Lage
Oelknitz liegt direkt östlich der Saale gegenüber Rothenstein. Die Bahnlinie Saalfeld-Naumburg und die Bundesstraße 88 befinden sich im Saaletal und führen teilweise an den Ort heran.

## Geschichte

Fundplätze des Magdalénien

In Oelknitz fand man einen Kultplatz innerhalb eines Zeltlagers der Wildpferdjäger des Magdalénien mit menhirartigen Kultstelen aus Buntsandstein.
Am 20. Februar 1283 wurde das Dorf erstmals urkundlich erwähnt. Die Kirche des Ortes stammt aus frühgotischer Zeit und wurde im 17. Jahrhundert stark verändert.
Die Geschichte des Dorfes ist auch eng mit Jena, Rothenstein und Kahla verknüpft.
Die Bauern gingen vorrangig den Weg der Landwirtschaft in der DDR und arbeiten nun in der Agrargenossenschaft Schöps.